# Fant in čaplja
Fant in čaplja (japonsko 君たちはどう生きるか, Hepburn Kimitachi wa Dō Ikiru ka, dob. »Kako živiš?«) je japonski animirani film iz leta 2023, pisatelja in režiserja Hajaa Mijazakija. Film je nastal v produkciji Studia Ghibli, japonski naslov pa je referenca na roman Genzabura Jošina iz leta 1937, z naslovom Kako živiš?. Ta je v filmu sicer omenjen, a se zgodbi precej razlikujeta.  Glasove v filmu so posodili Soma Santoki, Masaki Suda, Ko Šibasaki, Aimjon, Jošino Kimura, Takuja Kimura, Kaoru Kobajaši in Šinobu Otake. 

## Zgodba
Zgodba se prične v letu 1943 in pripoveduje zgodbo o dvanajst-letnemu dečku Mahitu Makiju, ki v požaru v bolnišnici v Tokiu izgubi mamo Hisako, oče pa je zaposlen v letalski tovarni. Med razreševanjem težkih bivanjskih vprašanj v kraju, kamor se je umaknil pred vojno, Mahito sreča cel kup tipično prikupno srhljivih bitij, ki so značilne za opus Hajaa Mijazakija. Ta se je skozi risano animacijo znova lotil kompleksnih in pogosto temačnih tematik, ki so značilne za njegov opus.